# علی احمدا
علی احمدا (انگلیسی: Ali Ahamada؛ زادهٔ ۱۹ اوت ۱۹۹۱) بازیکن فوتبال اهل فرانسه است.
از باشگاه‌هایی که در آن بازی کرده‌است می‌توان به باشگاه فوتبال قیصریه‌اسپور و باشگاه فوتبال تولوز اشاره کرد.
وی همچنین در تیم‌های ملی فوتبال زیر ۲۱ سال فرانسه و اتحاد قمر بازی کرده‌است.